# Corba papallona (algebraica)

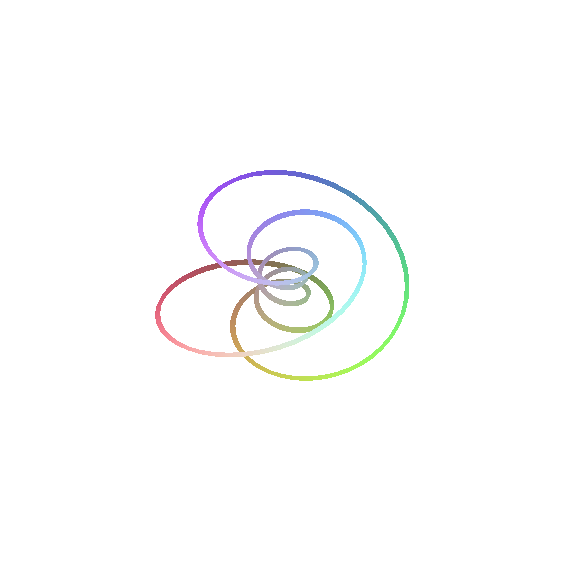
L'enllaç de singularitat de la corba papallona

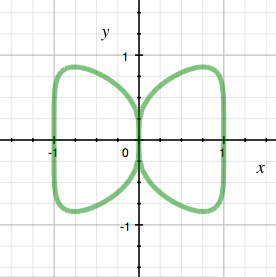

En matemàtiques, la corba papallona algebraica és una corba algebraica plana de grau sis, definida per l'equació:{\displaystyle x^{6}+y^{6}=x^{2}.\,\!}
La corba papallona té una singularitat senzilla amb invariant delta tres, cosa que significa que és una corba de gènere set. Les úniques corbes planes del gènere set són singulars, ja que set no és un nombre triangular, i el grau mínim per a una corba d'aquesta mena és sis; així, la corba papallona, a banda de la seva aparença, és interessant possiblement com a exemple.
La corba de papallona té nombre de bifurcació i de multiplicitat dos, i per això l'enllaç de singularitat té dos components, que es dibuixen a la dreta.
L'àrea de la corba papallona algebraica ve donada per (amb la funció gamma {\displaystyle \Gamma }):
{\displaystyle 4\cdot \int _{0}^{1}(x^{2}-x^{6})^{\frac {1}{6}}dx={\frac {\Gamma ({\frac {1}{6}})\cdot \Gamma ({\frac {1}{3}})}{3{\sqrt {\pi }}}}\approx 2.804,}
i la seva longitud s per:
{\displaystyle s\approx 9.017}